# Eragrostis kuchariana
Eragrostis kuchariana är en gräsart som beskrevs av Sylvia Mabel Phillips. Eragrostis kuchariana ingår i släktet kärleksgrässläktet, och familjen gräs.
Artens utbredningsområde är Somalia. Inga underarter finns listade i Catalogue of Life.